# Dolina Appalaska
Dolina Appalaska (ang. Great Appalachian Valley, Great Valley, Appalachian Valley) – dolina biegnąca wzdłuż łańcucha górskiego Appalachów, we wschodniej części kontynentu północnoamerykańskiego. Rozciąga się od stanu Alabama na południowym zachodzie, gdzie otwiera się na Nizinę Zatokową, wzdłuż Wschodniego Wybrzeża Stanów Zjednoczonych, do kanadyjskiej prowincji Quebec, gdzie przechodzi w Nizinę Laurentyńską. Niektóre źródła stosują tę nazwę wyłącznie w odniesieniu do części doliny na południe od stanu Nowy Jork.
Dolina rozciąga się na długości około 1500 km, liczy od 20 do 130 km szerokości, z obu stron otoczona przez biegnące równolegle do siebie pasma górskie. W jej obrębie wyszczególnia się szereg mniejszych dolin, m.in. Kittatinny Valley w stanie New Jersey, Lehigh Valley, Lebanon Valley i Cumberland Valley w Pensylwanii, Shenandoah Valley w Wirginii i Tennessee Valley w Tennessee.
Przez dolinę przepływają liczne rzeki, których źródła znajdują się na terenie Appalachów, m.in. Hudson, Delaware, Susquehanna, Potomak, James i Tennessee. Wiele z nich płynie w poprzek doliny, tworząc przełomy w otaczających ją pasmach górskich.